# Schloss Kratochvíle
Das Schloss Kratochvíle (deutsch: Schloss Kurzweil) liegt nordwestlich von Petrův Dvůr im Okres Prachatice in Tschechien.

## Geschichte
Das alte Schloss Kratochvíle entstand an der Stelle des Klosterhofes Rohn, der bis zu den Hussitenkriegen zum Kloster Goldenkron gehörte und danach an die Rosenberger fiel. An dessen Stelle errichtete Wilhelm von Rosenberg in den Jahren 1583 bis 1589 ein Renaissance-Schloss im Stil eines italienischen Landhauses.
Das Schloss wurde nach Plänen des italienischen Baumeisters Baldassare Maggi errichtet. Im Eingangsbereich und dem Speisesaal im Erdgeschoss befinden sich Gemälde mit Jagdmotiven von Georg Widmann. Die Malereien der Decken der Gesellschaftsräume mit Motiven aus der römischen Geschichte schuf Antonio Melana. Die gleichzeitig entstandene Schlosskirche wurde u. a. von Georg Widmann nach Vorlagen von Albrecht Dürer ausgemalt.
Das Schloss ist von einem Schlossgarten mit Mauern und Gräben umgeben. Im Schloss befand sich bis 2007 eine Ausstellung des tschechischen Zeichen- und Trickfilms.